# Calyptra striata
Calyptra striata là một loài bướm đêm trong họ Noctuidae.